# Bruno Jacobfeuerborn

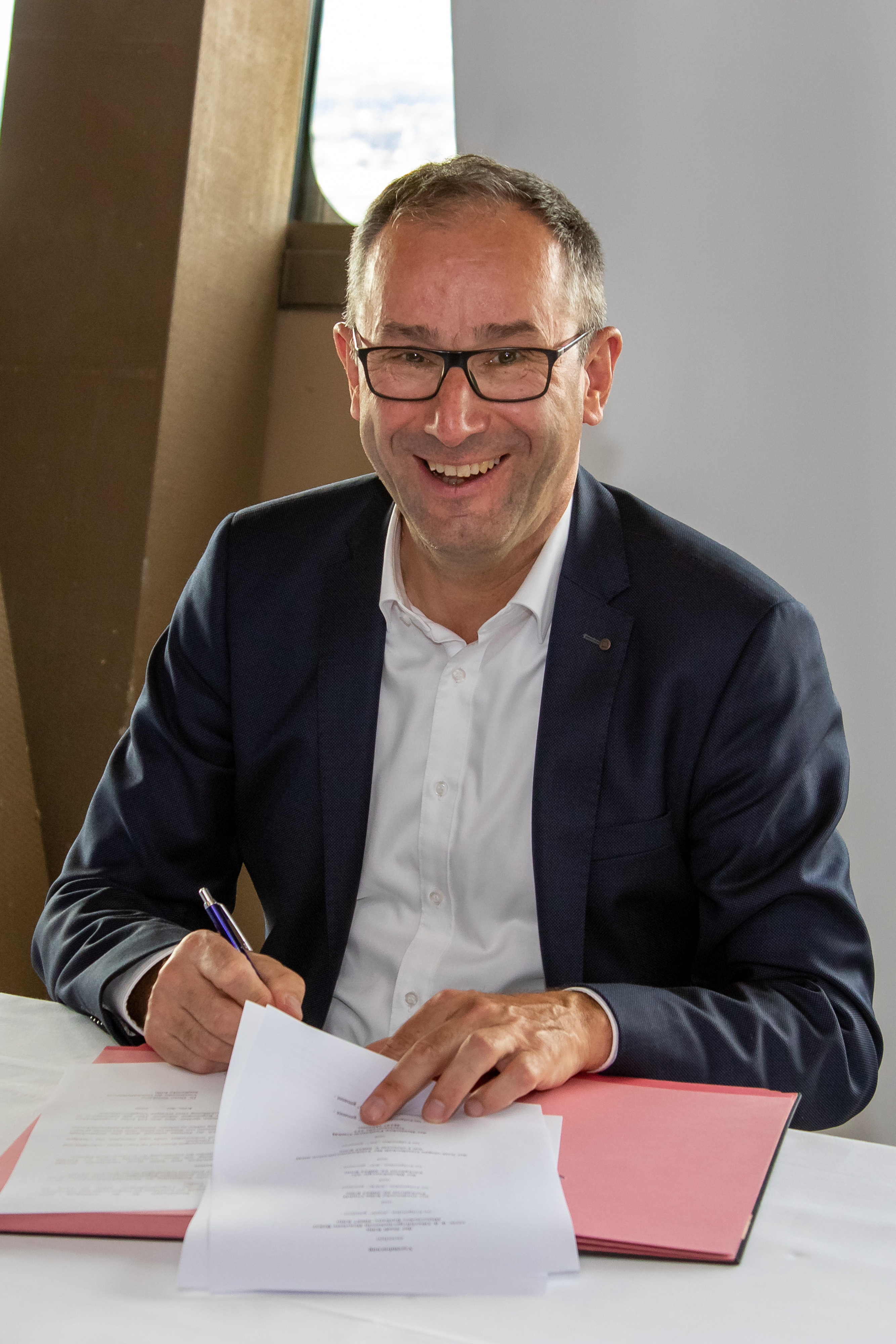
Bruno Jacobfeuerborn (2020)

Bruno Jacobfeuerborn (* 1960 in Verl) ist ein deutscher Elektroingenieur.

## Leben
Bruno Jacobfeuerborn studierte an der Universität Paderborn Elektrotechnik. Er schloss das Studium als Master of Science ab mit einer Arbeit auf dem Gebiet der Telekommunikation. Seit 1989 arbeitet Jacobfeuerborn bei der Deutschen Telekom und war zunächst als Regionalleiter maßgeblich für den Aufbau des Mobilfunknetzes in Sachsen, Sachsen-Anhalt und Thüringen verantwortlich. Von 2002 bis 2007 war er Geschäftsführer für Technik, IT und Einkauf bei T-Mobile Netherlands in Den Haag, danach arbeitete er in gleicher Position bei Polska Telefonia Cyfrowa (PTC) in Warschau. 2005 wurde Jacobfeuerborn an der Technischen Universität Warschau promoviert zum Ph.D. mit einer Dissertation zum Thema Methodology of information systems for boosting competence and management in hitech organizations. Seit Juli 2009 war Bruno Jacobfeuerborn verantwortlich für Technik im Deutschlandgeschäft bei T-Home und T-Mobile. Von April 2010 bis Ende 2016 war er Geschäftsführer Technik der Telekom Deutschland und übernahm von Februar 2012 bis Ende 2017 die Funktion des Chief Technology Officer (CTO) der Konzernzentrale. Seit Januar 2017 ist er Vorsitzender der Telekom-Tochter Deutsche Funkturm. Außerdem ist er seit Januar 2018 CEO des Ladesäulenbetreibers Comfortcharge GmbH sowie Aufsichtsratsvorsitzender des Kölner Internet-der-Dinge-Mobilfunkproviders 1NCE GmbH.
In den Jahren 2015 und 2016 war Bruno Jacobfeuerborn Präsident des Verbands der Elektrotechnik, Elektronik und Informationstechnik (VDE), danach Vizepräsident dieses Verbandes. Bis 2016 war er auch Chairman der Next Generation Mobile Network (NGMN) Alliance.